# 김성대 (1980년)
김성대(1980년~ )는 대한민국의 미술인, 교육인이다. 

## 생애
고등학교 교사로 미술, 건축교과를 가르치고 있으며 마을과 학교에서 마을교육공동체 활성화를 위해 힘쓰고 있다. 
우리마을예술학교 교장으로 2012년 부터 학생, 학부모, 교사, 지역주민이 함께하는 마을교육공동체 활동을 해오고 있다. 혁신 교육사례와 마을교육공동체 활동으로 2022년 서울특별시교육감 표창을 받았다. 
2015년 제 70차 UN총회에서 2030년까지 달성하기로 결의한 의제인 지속가능발전목표(SDGs:Sustainable Development Goals)를 주요 내용으로 우리마을예술학교에서 ‘모두가빛나는학교’ 마을연계교육과정, 평화가족합창단, 가족풍물단, 가족회복치유센터를 운영하고 있다.  
생태농업을 바탕으로 의식주를 넘어 지속가능한 공동체와 문화를 추구하며 퍼머컬처에 관심을 가지고 임진강농부 농원 운영을 하고 있으며 퍼머컬처 디자이너로 활동하고 있다.  
파주시에서는 파주마을공동체네트워크(파주마을넷) 대표로 2017년 부터 공동체 모임을 통해 마을공동체 활성화에 힘쓰고 있다. 파주시민네워크(준) 위원장으로 2021년 부터 시민에게 매장된 유물을 알리고 향토사에 관심을 가지도록 활동해 오고 있다. 2024년 5월 16일, 파주시민네트워크(파주시민넷) 대표로 선출되었으며 "문화유산 잘 활용해 마을별 스토리텔링 발전시켜야 한다"라는 목표 아래 파주시립박물관 건립을 위한 활동을 전개하고 있다.   
고생물지질학의 관심으로 전국에 위치한 고생물 화석 및 공룡발자국 화석을 탐사하였다. 특히 창원 진동천에서는 경남지역 최대크기의 공룡발자국을 발견하였으며 새로운 공룡발자국 화석 산지를 발견하여 보도 된바 있다. 
학력
• 2007  국립 강원대학교 교육대학원 교육학 (석사)
• 2004 국립 강원대학교 미술학(학사)

경력
• 현 2012~ 우리마을예술학교 교장
• 현 2017~  파주마을공동체네트워크 대표
• 현 2024~ 파주시민네트워크 대표
• 현 2021.9.~24.5.  파주시민네트워크(준) 위원장
• 현 2023~  민주평화통일자문회의 자문위원
• 현 2023~  우리마을예술학교 평화가족합창단 단장
• 2022  양천구혁신교육지구 민관학 거버넌스 교사분과 위원
• 2021  서울특별시교육청 진로교육컨설팅 교사단
• 2020.5.~22.3.  통일부 제22기 통일교육위원
• 2019  서울형혁신교육지구 강서양천 교육지원청 교사지원단
• 2019  서울특별시교육청 대학진학지도지원단
• 2018  경기도교육청 경기교육주민참여협의회 위원
• 2017  제1회 파주 율곡이이 2분20초 영화제 운영위원장
• 2016  한국환경공단 <대한민국 환경사랑공모전> 심사위원
• 2014  한국환경공단 <대한민국 환경사랑공모전> 심사위원
• 2013  서울특별시 청년정책위원
• 2013 서울특별시 주민참여예산위원
• 2010  경기도교육청 주민참여예산자문위원
• 2007~  한국미술협회 회원
• 2007~  한국조형교육학회 회원

## 주요 전시

### 개인전
- 10회 개인전 나한(羅漢)은 존재한다, 교하아트센터, 파주
- 9회  개인전 노멀크러시 설치전, 교하아트센터, 파주
- 8회  개인전 만리시장 찍사 프로젝트, 서울시청 하늘광장 갤러리, 서울
- 7회  개인전 필룩스조명박물관 초대전 ‘The Cracks’, 필룩스조명박물관, 양주
- 6회  개인전 '태곳적 신비' 안성맞춤박물관 기획초대전, 안성맞춤박물관, 안성
- 5회  개인전 현대백화점 갤러리 'H' 기획초대전, 현대백화점, 부천
- 4회  개인전 'NATUREⅡ' 갤러리 라메르 기획초대전, 갤러리 라메르, 서울
- 3회  개인전 'NATUREⅠ' 입주작가 릴레이 프로젝트, 청주미술창작스튜디오, 청주
- 2회  개인전 문신미술관 NEW WORK 기획공모展, 숙명여대문신미술관, 서울
- 1회 개인전 '틈새-빛을 내다', 갤러리 라메르, 서울

### 그룹전
- 2017  전시 서울교원미술대전, 한전아트센터 갤러리, 서울
- 2012  전시 Smile展, 세종문화회관 미술관, 서울
- 2012  전시 양평군립미술관 초대전 '신나는 미술관展', 양평군립미술관, 양평
- 2011  전시 한·일 현대작가 교류전, 금산갤러리, 파주
- 2010  전시 한·일 국제 교류전, 헤이리 북하우스, 파주
- 2010  전시 대구호텔아트페어, 노보텔, 대구
- 2010  전시 안성맞춤 기획전, 안성시청 및 일대, 안성
- 2010  전시 대한민국선정작가전, 서울시립미술관 경희궁분관, 서울
- 2009  전시 한양대학교 개교 기념 특별 초대전, 한양대학교 박물관, 안산
- 2009  전시 아시아 미술 연대를 이어가는 특별전, 문화산업단지 컨벤션 홀, 청주
- 2008  전시 대한민국 청년작가초대전, 구 서울역사, 서울
- 2008  전시 이영미술관 신축·개관기념 제 1회 경기미술제 , 이영미술관, 용인
- 2008 전시 베이징 국제 아트 청년작가 페스티벌 , 베이징 좌우예술구, 중국
- 2008 전시 베이징 국제 아트 청년작가전, 베이징 좌우미술관, 중국
- 2008 전시 서울시 어린이예술마당 '2008 GORI 공모작가 초대전', ArtStation, 서울

### 작품소장
- 문신미술관(숙명여대), 서울특별시
- 메리어트 호텔(영등포 타임스퀘어), 서울특별시
- 서울길음뉴타운 스포츠센터, 서울특별시
- (주) 필룩스 조명작물관
- 안성시청
- 청주시미술창작스튜디오
- 금촌의원

## 수상 및 지원
- 2022  서울특별시교육감 표창
- 2021  파주시장 표창
- 2014 서울특별시청  서울시마을공동체 아이디어 공모전 정책 선정
- 2012  파주시장 표창
- 2012  한국불교문화사업단 예술가 프로그램 지원
- 2012  필룩스조명박물관 창작지원금 지원
- 2012  아르코미술관 전문가 성장프로그램 지원
- 2010  제2회 필룩스 라이트 아트 페스티벌 공모전 대상
- 2010  안성창작스튜디오 입주작가
- 2009 서울문화재단 예술표현활동지원 선정작가[1]
- 2009~2010 청주미술창작스튜디오 입주작가